# Сільський округ Кауисбека Турисбекова
Кауисбе́ка Турисбе́кова сільський округ (каз. Кауысбек Турысбек ауылдық округі, рос. Кауысбека Турысбекова сельский округ) — адміністративна одиниця у складі Шардаринського району Туркестанської області Казахстану. Адміністративний центр — село Чардара.
Населення — 6029 осіб (2021; 5867 у 2009, 5311 у 1999, 6015 у 1989).
Станом на 1989 рік існувала Чардаринська сільська рада (села Акберди, Бімирза, Бозей, Куанкудук, Пшентобе, Чардара). 2023 року ліквідовано село Пшентобе.

## Склад
До складу округу входять такі населені пункти:
| Населений пункт | Колишні назви | Населення, осіб (1989) | Населення, осіб (1999) | Населення, осіб (2009) | Населення, осіб (2021) |
| --------------- | ------------- | ---------------------- | ---------------------- | ---------------------- | ---------------------- |
| Акберді, село   | Акберди       | 589                    | 212                    | 260                    | 315                    |
| Бімирза, село   | -             | 353                    | 117                    | 142                    | 79                     |
| Бозей, село     | -             | 168                    | 39                     | 84                     | 49                     |
| Куанкудук, село | -             | 403                    | 431                    | 332                    | 328                    |
| Пшентобе, село  | -             | 330                    | 54                     | 34                     | 30                     |
| Чардара, село   | -             | 4172                   | 4458                   | 5015                   | 5228                   |